# Manuel Bermúdez de Castro
Manuel Bermúdez de Castro y Díez (1811-1870) est un homme politique espagnol du XIXe siècle.
En 1848, il est fait commandeur de l'Ordre de l'Immaculée Conception de Vila Viçosa.

## Biographie
Fils de José Bermúdez de Castro Blasco, Manuel Bermúdez de Castro nait à Cadix en 1811.
Il est élu député de la circonscription de Jerez de la Frontera, successivement en 1846, 1850, 1851 et 1853. Cette même année, en avril, il est nommé ministre des Finances dans le gouvernement de Francisco Lersundi. Il conserve son poste jusqu'en juin, avant d'être évincé et exilé à cause de ses divergences avec l'influent Luis José Sartorius. Il revient en 1856, et est de nouveau ministre, cette fois de l'intérieur entre 1857 et 1858. Cette même année, il est aussi nommé sénateur à vie, privilège qu'il perdra lors de la révolution de 1868. Entre 1865 et 1866, il est ministre des affaires étrangères dans le gouvernement de l'Union libérale. 
Il meurt finalement le 11 mars 1870 à Madrid.

## Descendance
Le 21 juillet 1860, il épouse María de la Encarnación O'Lawlor Caballero. De cette union naît l'homme politique Salvador Bermúdez de Castro O'Lawlor.

## Source
- (es) Cet article est partiellement ou en totalité issu de l’article de Wikipédia en espagnol intitulé « Manuel Bermúdez de Castro y Díez » (voir la liste des auteurs).